# El clon
O clone (traducción y título en español: El clon) es una telenovela brasileña producida y transmitida por TV Globo desde el 1 de octubre de 2001 hasta el 15 de junio de 2002. Fue escrita por Gloria Pérez, dirigida por Teresa Lampreia y Marcelo Travesso y contó con la dirección general de Jayme Monjardim, Mário Márcio Bandarra y Marcos Schechtman. Fue exportada con éxito a más de 90 países. 
La telenovela estuvo protagonizada por Giovanna Antonelli y Murilo Benício, con las participaciones antagónicas de Dalton Vigh, Cristiana Oliveira, Nívea Stelmann y Daniela Escobar y contó con las actuaciones estelares de Letícia Sabatella, Débora Falabella, Marcello Novaes, Thiago Fragoso y los primeros actores Juca de Oliveira, Vera Fischer, Jandira Martini, Stênio Garcia y Reginaldo Faria.

## Historia

### Introducción
La historia comienza en el año 1983: Jade es una joven árabe nacida y criada en tierra brasileña que debe ir a vivir con la familia de su padre a Marruecos, concretamente en casa de su tío Alí (Stênio Garcia), debido a que tanto su madre como padre han muerto. En tanto que Lucas es un joven romántico, gemelo con Diogo e hijos del poderoso empresario Leónidas Ferraz (Reginaldo Faria). Cuando Lucas y su familia se encuentran de vacaciones en Marruecos, Lucas conoce casualmente a Jade cuando ella le mostraba a las criadas de su casa el baile árabe que había aprendido antes de que su madre muriera. Tras haber cruzado miradas despertó el amor entre los dos que desataría la historia de la novela. Sin embargo, las diferencias culturales de uno y otro no permiten que puedan estar juntos, así, ellos buscaban la manera para encontrarse a escondidas.
La historia se centra en la problemática de la clonación, las drogas y los conflictos interculturales.
Jade es obligada a comprometerse con Said, un joven brasileño-marroquí que se iniciaba como un próspero comerciante de telas. A su vez, Lucas al llegar a Río de Janeiro recibe la terrible noticia de la muerte de su hermano gemelo Diogo, lo que lo coloca en una difícil situación familiar, pues su padre lo ve como único heredero y decide convertirlo en un duro empresario como él, luchando así con la personalidad romántica que siempre lo distinguió de su gemelo. Luego de una serie de intentos por quedar juntos, Jade y Lucas no logran su cometido, por lo que finalmente ella se casa con Said en Marruecos, sin así quererlo, comenzando con él una vida de amarguras motivadas por sus verdaderos sentimientos de amor hacia Lucas. Por su lado, Lucas, al ver que perdió al amor de su vida, busca escaparse de la tristeza de este suceso, a tal grado que termina viviendo la vida que su padre le propone, y casándose con Maysa, la novia de su hermano Diogo, a pesar de no estar enamorado de ella.
Mientras ocurría todo eso, Augusto Albieri (Juca de Oliveira), un genetista compañero de colegio de Leónidas, padrino del fallecido Diogo y Lucas, y gran amigo de Alí; busca la manera de aplicar sus conocimientos sobre la clonación que había experimentado sobre becerros, pero no en humanos. Una vez que Diogo muere en un fatal accidente de helicóptero, siente la necesidad de querer volverlo a la vida según su forma de pensar, y se le presenta la oportunidad al obtener por unos análisis que le realiza a Lucas, células que le sirven para llevar a cabo el soñado experimento. De una manera callada usa también los óvulos de una manicurista llamada Deusa (Adriana Lessa), quien deseaba tener un hijo; tras tantos intentos fallidos decide usar la inseminación artificial como último recurso , haciendo un clon exacto en semejanza de Diogo. La inseminación sin embargo, ocurre de manera accidental, y Albieri guarda el secreto por miedo a ser juzgado , formándose así en el vientre de Deusa: Leo, el clon.

### Segunda fase
La historia tiene un salto en el tiempo luego del cual comienza una nueva etapa con más personajes, y con nuevos argumentos. Lucas (Murilo Benicio) y Maysa (Daniela Escobar) tienen ya una hija de 18 años llamada Mel (Débora Falabella) quien tiene un carácter introvertido, pero que es el orgullo de sus padres y abuelo por sus premios y buenas calificaciones estudiantiles. Sin embargo, ella siente en su interior que le falta gozar la vida como cualquier adolescente, lo que comienza a vivir luego de enamorarse de Xande (Marcello Novaes), un humilde exluchador que trabaja como su guardaespaldas. Una vez que ella decide dar a conocer su relación con Xande, su madre, Maysa, se opone completamente, dedicándose a destruir la relación al creer que él está con su hija solo por el dinero de la familia. Mel percibe que nunca podrá ser feliz con Xande por la oposición de su madre, y trata de aliviar sus angustias por medio del alcohol, y luego con las drogas, así con el tiempo se convierte en una fármaco dependiente, siendo un problema mayor para su familia que afectaría incluso la decisión de Lucas de pedir el divorcio a Maysa.
Leo, el clon de Diogo, también creció, pero alejado de su creador genético, Albieri, debido a que su madre, Deusa, decidió llevarlo de Río de Janeiro a Belém do Pará (al norte de Brasil) porque el científico, que era también su padrino, interfería demasiado en la relación de ambos, dándole una vida a Leo que Deusa no podía igualar al ser de una condición más humilde, llegando a incomodarla sentimentalmente porque se sentía "robada". Sin embargo, Leo siempre deseaba volver a ver a Albieri, a quien le llamaba "padre", incluso después de saber que el padre biológico que siempre le habían dicho que tenía, no podía tener hijos, lo cual le genera una serie de dudas que su madre Deusa nunca logra explicarle, lo que le lleva a hablar con Albieri.
Jade (Giovanna Antonelli) y Lucas se vuelven a encontrar después de muchos años en la casa de la familia Ferraz, reavivándose entre ellos esa pasión dormida durante tanto tiempo, lo que les impulsará a ambos a intentar estar juntos de nuevo, aunque una serie de problemas, obstáculos e intrigas, harán que esa meta sea difícil de conseguir. A todo esto y como un capricho del destino y la casualidad, Maysa conoce a Said (Dalton Vigh) sintiéndose atraídos mutuamente, hasta concretar una relación clandestina.
Todo eso empeora cuando Leo aparece en la vida de Jade de la misma manera que apareció Lucas, lo que hará que la trama tome caminos insospechados por las reacciones de cada uno de los personajes cercanos a Lucas y Leo.

### Últimos capítulos
Los últimos capítulos de la tira mostraron a Jade recorriendo las calles de Fez, abatida, sin su hija Khadija. Por ella había soportado humillaciones y una vida de desamor junto a su marido, Said. Ese mismo que le quitó a la niña y la dejó librada a su suerte en Marruecos. Será justamente ese país el escenario de los momentos más emocionantes del último capítulo. Hasta allí viajará Lucas para buscar a Jade después de años de postergar su reencuentro. El hombre había renunciado a recuperar a Jade al descubrir que su hija, Mel, sufría un grave problema de adicción a las drogas. Internada en una clínica de rehabilitación luego de varias recaídas, tratadas con mucho realismo y respeto en el guion de Glória Perez, la chica está en plena recuperación y eso hace que su padre se anime a viajar para buscar a su amor perdido.
La búsqueda no resultará tan simple, especialmente cuando Lucas y su clon coincidan en la misma ciudad y desesperen por la misma mujer. Es que desde la aparición de Leo, el clon, cada uno de los personajes centrales (y no tanto) intentó recuperar con él el tiempo perdido con Lucas. La misma Jade creyó que Alá le había enviado al amor de su juventud para rehacer su vida, sin los resentimientos provocados por el paso de los años y los supuestos abandonos de Lucas. Para el padre, el poderoso Leonidas Ferrás, la irrupción de Leo supuso la vuelta a la vida de su hijo muerto, Diogo.

## Temáticas
• Clonación - Leo por Albieri
Sentimientos y acciones negativas
• Alcoholismo - Lobato

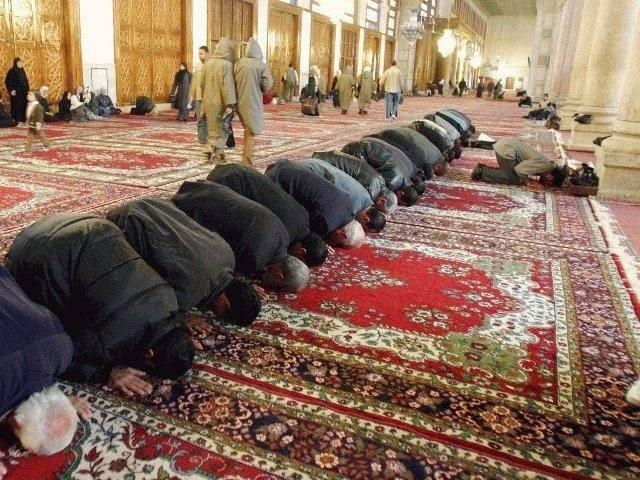
La doctrina musulmana forma parte importante de la trama.

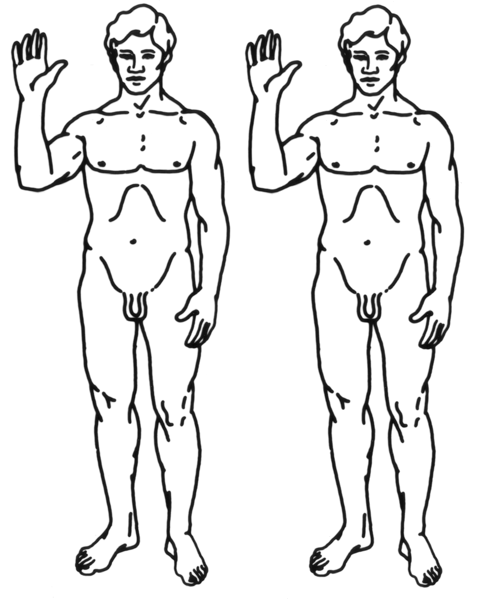
Clonación humana, un tema nunca antes visto en telenovelas que impactó al público de muchos países.

• Drogadicción - Mel, Nando, Regininha, Cecéu y Lobato.
• Vigorexia -Tadeu. 
Cultura
• Marroquí
• Brasilera
Doctrinas y religiones
• Islam
• Religión Católica

## Exhibición
La telenovela fue transmitida originalmente por el canal TV Globo en 2001/2002 en el horario estelar denominado "la novela de las ocho".
Retransmisión en TV Globo en Vale a pena ver de novo desde el 10 de enero de 2011 a las 16:30 (hora local)
En 2002 se restransmitió en los siguientes países: En Argentina se emitirá por Canal 13 (Buenos Aires) (a las 16:00), en Paraguay por Canal 13 RPC (a las 22:00) y en Chile por UCTV (a las 15:00), además en México se emitió a principios de 2003 por Azteca 7 (a las 18:00).

### Apertura

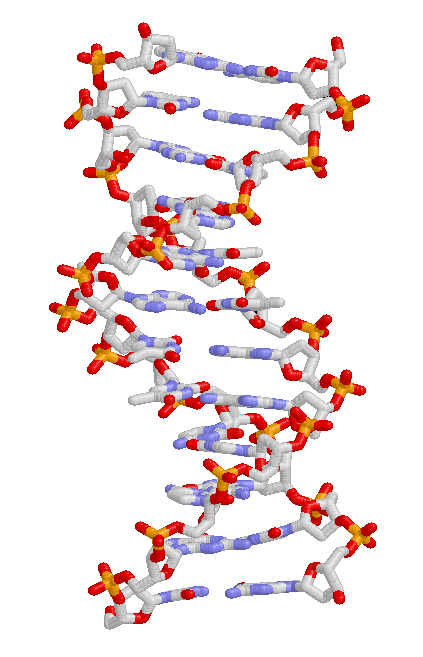
En la apertura se proyecta una imagen de la cadena de ADN en una persona y en su reflejo.

En la apertura hecha por Hans Donner se muestra a una persona y a su clon haciendo maniobras con el cuerpo, provocando efectos visuales para el público, con el ADN proyentada en sus cuerpos, fue hecha con una sola persona y varios espejos y está acompañada originalmente con la canción "Sob O Sol"; para la versión doblada al español la canción es reemplazada por la versión instrumental de "Maktub".

### Remakes
- Telemundo, Rede Globo y R.T.I. Televisión estrenaron su propia versión durante el año 2010 protagonizando Sandra Echeverría y Mauricio Ochmann realizada en HD en Colombia, Marruecos, el desierto del Sahara y U. S. A., con una ciudad hecha en Girardot para la telenovela, siendo la telenovela más cara de la historia hispana, aunque sin el éxito de la original O Clone.

## Elenco
En orden de la apertura de la novela
| Actor / Actriz         | Personaje                            |
| ---------------------- | ------------------------------------ |
| Giovanna Antonelli     | Jade El Adib Rachid                  |
| Murilo Benício         | Lucas Ferraz                         |
| Murilo Benício         | Diogo Ferraz                         |
| Murilo Benício         | Edvaldo Leandro "Léo" Moura da Silva |
| Daniela Escobar        | Maysa Assunção Ferraz                |
| Débora Falabella       | Melissa "Mel" Assunção Ferraz        |
| Juca de Oliveira       | Dr. Augusto Albieri                  |
| Vera Fischer           | Yvete Simas de Oliveira Ferraz       |
| Reginaldo Faria        | Leônidas Ferraz                      |
| Adriana Lessa          | Deusa Moura da Silva                 |
| Dalton Vigh            | Said Rachid                          |
| Stênio Garcia          | Ali El Adib                          |
| Eliane Giardini        | Nazira Rachid                        |
| Letícia Sabatella      | Latiffa El Adib Rachid               |
| Antônio Calloni        | Mohamed Rachid                       |
| Thiago Fragoso         | Nando                                |
| Carla Díaz             | Khadija Rachid                       |
| Sthefany Brito         | Samira El Adib Rachid                |
| Jandira Martini        | Zoraide                              |
| Marcello Novaes        | Alexandre "Xande" Cordeiro           |
| Nívea Maria            | Edna Albieri                         |
| Neuza Borges           | Dalva                                |
| Solange Couto          | Jurema "Doña Jura" Cordeiro          |
| Cristiana Oliveira     | Alicinha                             |
| Cissa Guimarães        | Clarisse                             |
| Marcos Frota           | Escobar                              |
| Osmar Prado            | Lobato                               |
| Victor Fasano          | Otávio Valverde (Tavinho)            |
| Beth Goulart           | Lidiane Valverde                     |
| Luciano Szafir         | Zein                                 |
| Nívea Stelmann         | Ranya Rachid                         |
| Thaís Fersoza          | Telma Valverde (Telminha)            |
| Sérgio Marone          | Maurício Valverde (Ceceu)            |
| Elizângela             | Noêmia                               |
| Viviane Victorette     | Regina da Costa (Regininha)          |
| Raúl Gazolla           | Miro                                 |
| Françoise Forton       | Dra. Simone                          |
| Juliana Paes           | Karla                                |
| Mara Manzan            | Odete                                |
| Roberto Bonfim         | Edvaldo                              |
| Perry Salles           | Mustafá Rachid                       |
| Sebastião Vasconcellos | Tío Abdul Rachid                     |
| Thiago Oliveira        | Amin El Adib Rachid                  |
| Carolina Macieira      | Sumaya Rachid                        |
| Totia Meireles         | Laurinda Albuquerque                 |
| Guilherme Karan        | Raposão                              |
| Eri Johnson            | Ligei                                |
| Myrian Rios            | Anita                                |
| Murilo Grossi          | Júlio                                |
| Thalma de Freitas      | Carol                                |
| Marcelo Brou           | Pitoco                               |
| Léa García             | Lola da Silva                        |
| Francisco Cuoco        | Padre Matiolli                       |
| Tania Alves            | Norma                                |
| Sílvio Guindane        | Basílio                              |
| Christiana Kalache     | Aninha                               |
| Maria João Bastos      | Amália                               |
| Jayme Periard          | Roger                                |
| Antônio Pitanga        | Tião                                 |
| Jackie Vera            |                                      |
| Michelle Franco        | Michelle                             |
| Milena Paula           | Milena                               |
| Eduardo Martini        | Cotia                                |
| Eduardo Canuto         | Gasolina                             |
| Luá Ubacker            | Duda                                 |
| Aimée Ubacker          | Aimée                                |
| Andressa Koetz         | Soninha                              |
| Ruth de Souza          | Doña Mocinha da Silva                |

Elenco de apoyo
| Actor / Actriz          | Personaje                      |
| ----------------------- | ------------------------------ |
| Ahmed El-Maatovi        | Ahmed                          |
| Alessandro Safina       | Él mismo                       |
| Alexandre Carlomagno    | Mensajero del hotel            |
| Beatriz Segall          | Miss Brown                     |
| Caio Junqueira          | Pedrinho                       |
| Carla Regina            | Dora                           |
| Cássia Linhares         | Elba                           |
| Clemente Viscaíno       | Médico de Mel                  |
| Cynthia Falabella       | Monique                        |
| Danielle Winits         | Shirley                        |
| Eloísa Mafalda          | Vizinha de Sálua               |
| Fábio Junqueira         | Chuvas                         |
| Fabiana Álvarez         | Zuleika                        |
| Franciely Freduzeski    | Berta                          |
| Gustavo Moraes          | Enamorado de Clarice           |
| Gustavo Ottoni          | Detective Ramos                |
| Haylton Farias da Silva | Haylton                        |
| Hélio da Bahia          | chefe del escritório           |
| Henri Pagnoncelli       | José Victor                    |
| Humberto Martins        | Aurélio (exmarido de Alicinha) |
| Joana Fomm              | Cecília                        |
| João Carlos Barroso     | Severino                       |
| Jonas Bloch             | Juez                           |
| Karima El-Maatovi       | Karima                         |
| Karina Bacchi           | Muna                           |
| Luiz Nicolau            | Traficante                     |
| Mário Lago              | Dr. Molina                     |
| Mônica Brahim           | Mujer de Ali                   |
| Moza Vivas              | Cliente del bar                |
| Nóris Barth             | Tetê                           |
| Nuno Leal Maia          | Jorge Luís                     |
| Paula Pereira           | Creuza                         |
| Paulo Ascenção          | Bombeiro                       |
| Paulo Betti             | Armando                        |
| Pedro Cravo             | Diogo / Lucas (niño)           |
| Roberto Pirillo         | Abogado                        |
| Rosimar de Mello        | Lourdes                        |
| Samara Felippo          | Enamorada de Diogo             |
| Sílvia Pfeifer          | Cinira                         |
| Sérgio Mamberti         | Dr. Vilela                     |
| Tácito Rocha            | Juiz                           |
| Tadeu di Pietro         | Médico de Mel                  |
| Tânia Alves             | Norma                          |
| Tony Ramos              | Enamorado de Maysa (al final)  |
| Vanda Travassos         | Mujer de Ali                   |
| Victor Curgula          | Léo (niño)                     |
| Walderez de Barros      | Sálua                          |
| Yuri Xavier             | Zé Roberto                     |
| Patricia Ramos          | Susy                           |
| Zeina Abdoul            | divcolend}}                    |

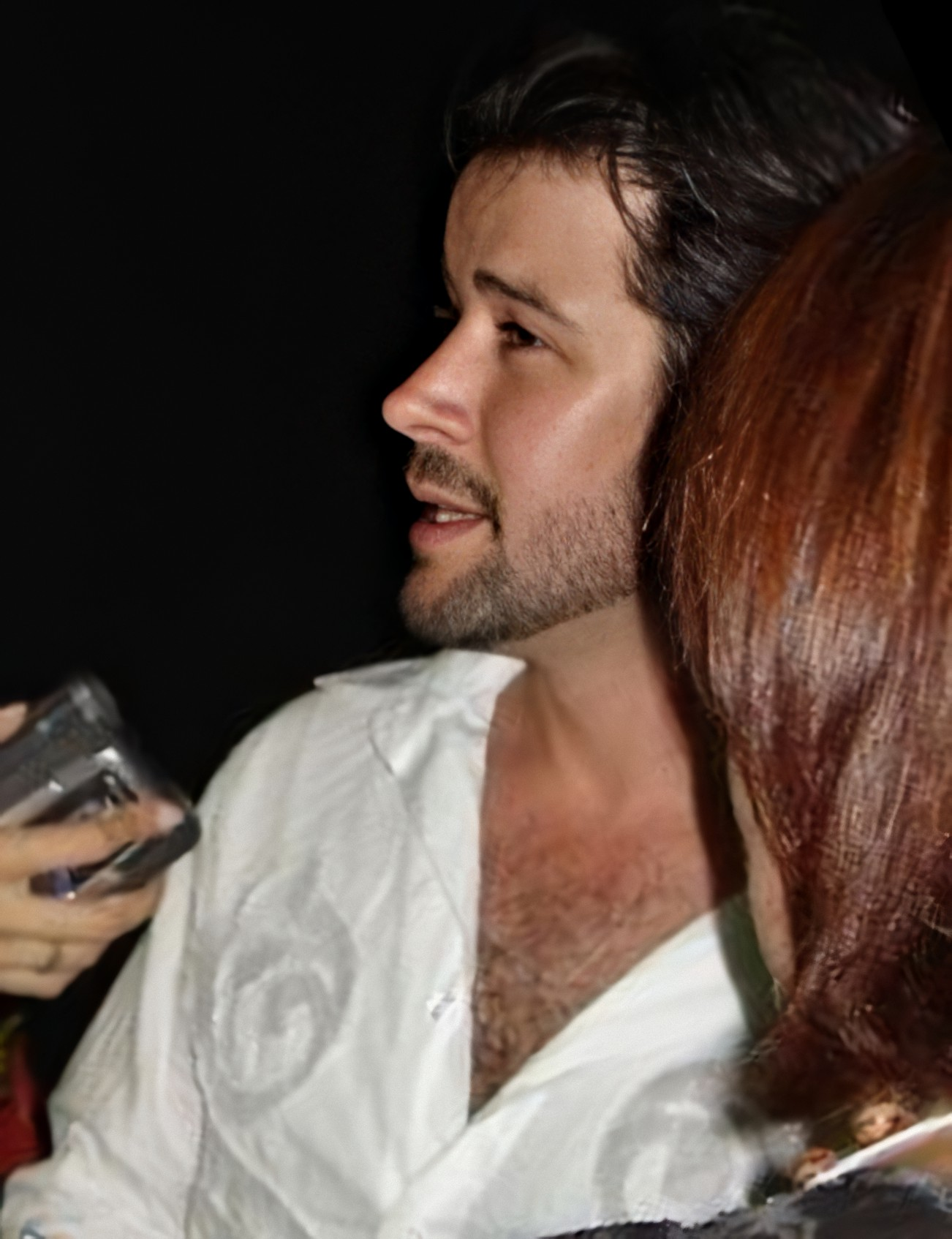
Murilo Benício como los gemelos Lucas e Diogo, y el clon Léo.
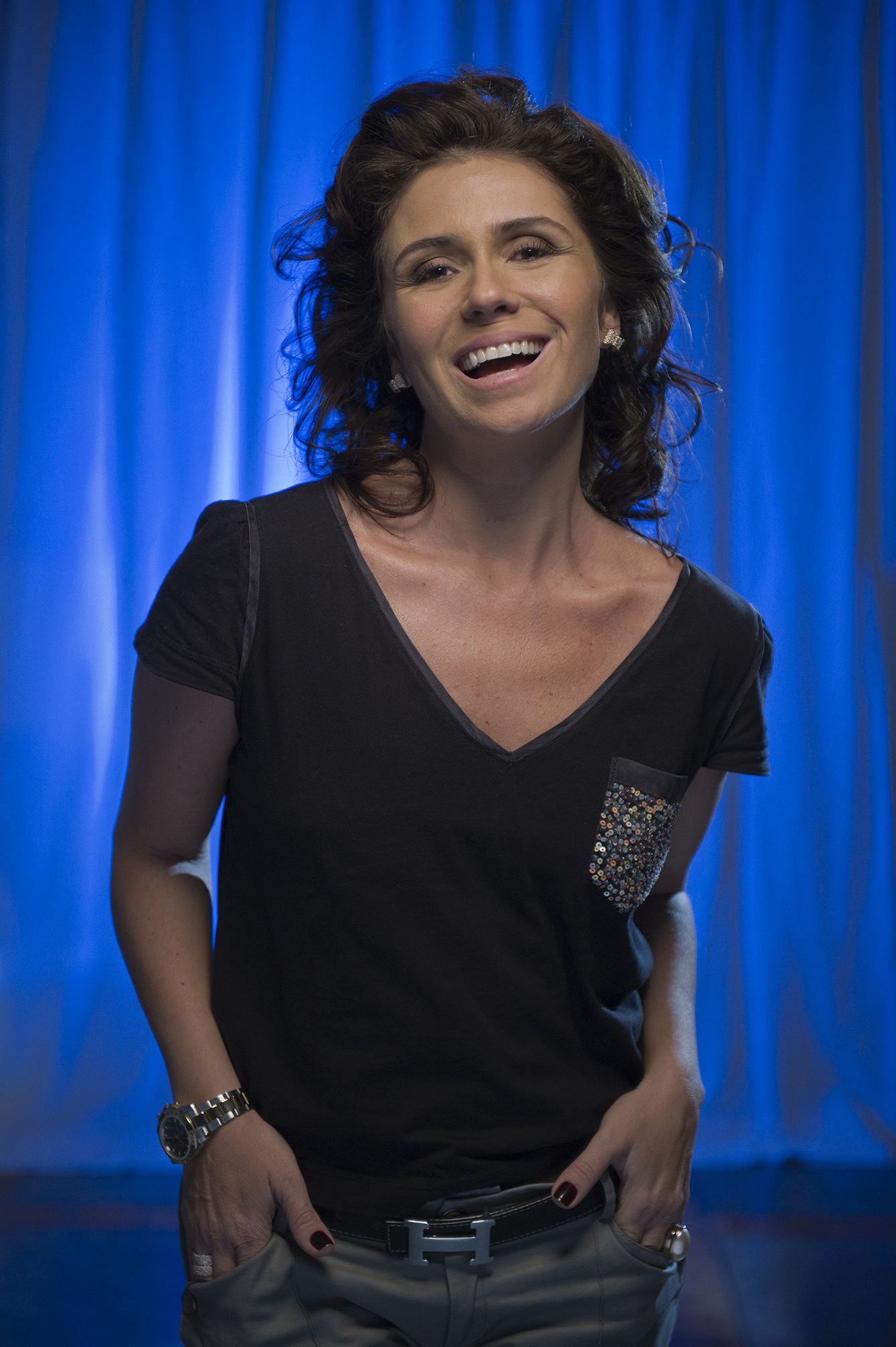
Giovanna Antonelli como Jade Rachid.
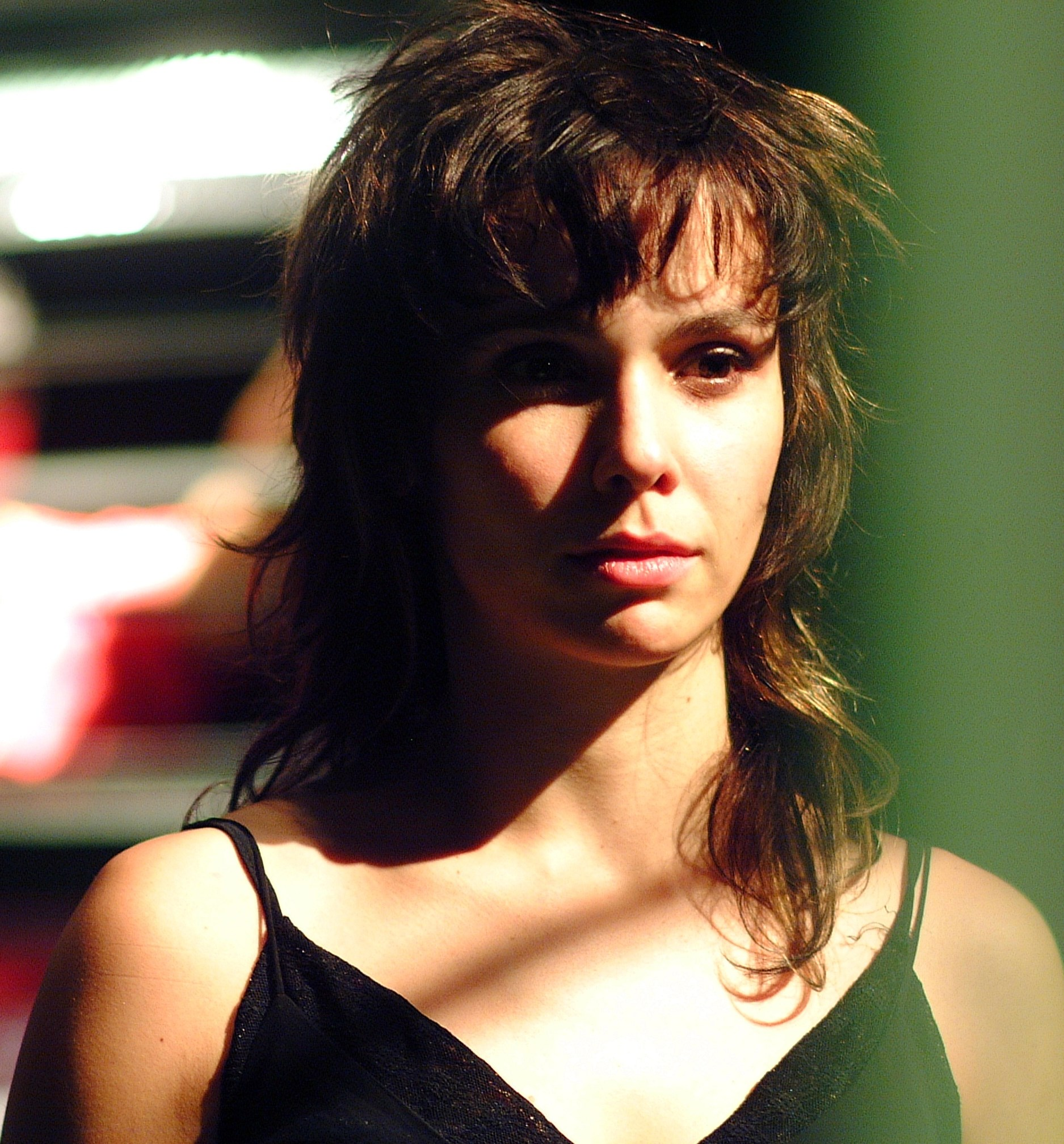
Débora Falabella como Mel Ferraz
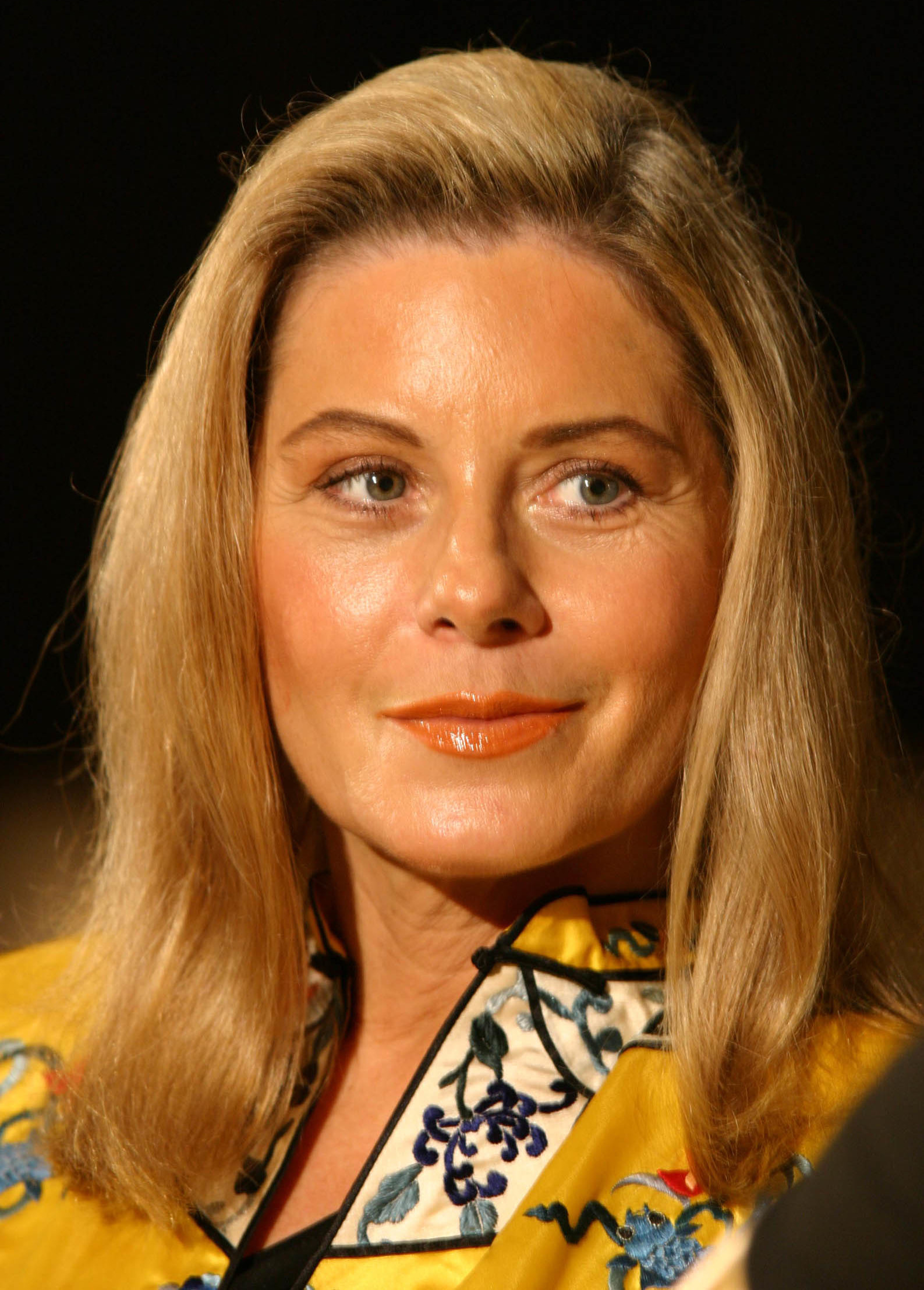
Vera Fischer como Yvete.
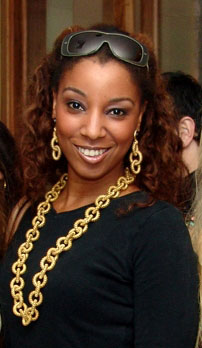
Adriana Lessa como Deusa.
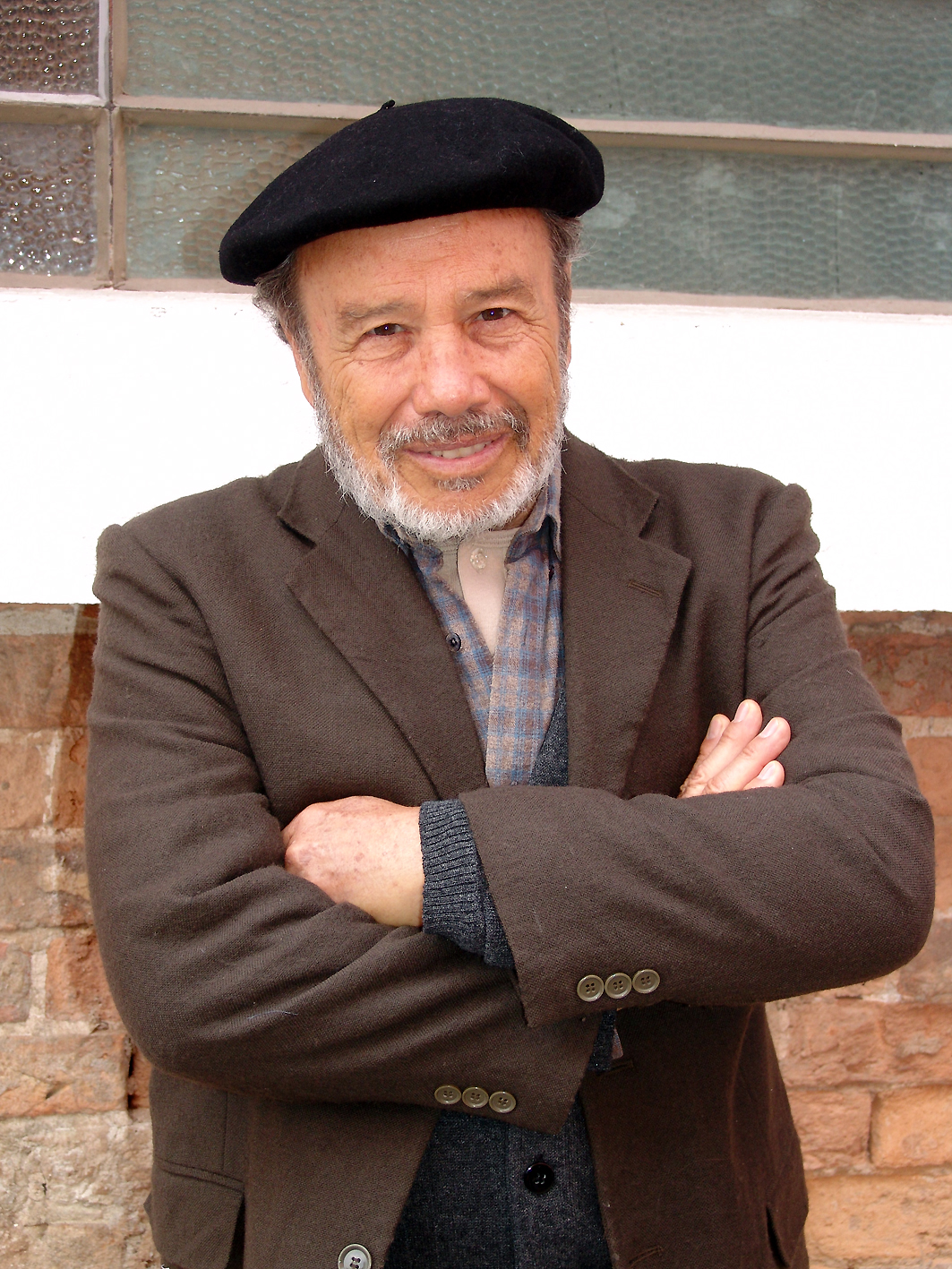
Stênio Garcia como Ali.
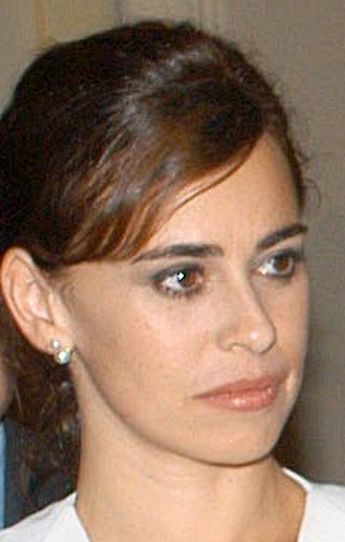
Daniela Escobar como Maysa.
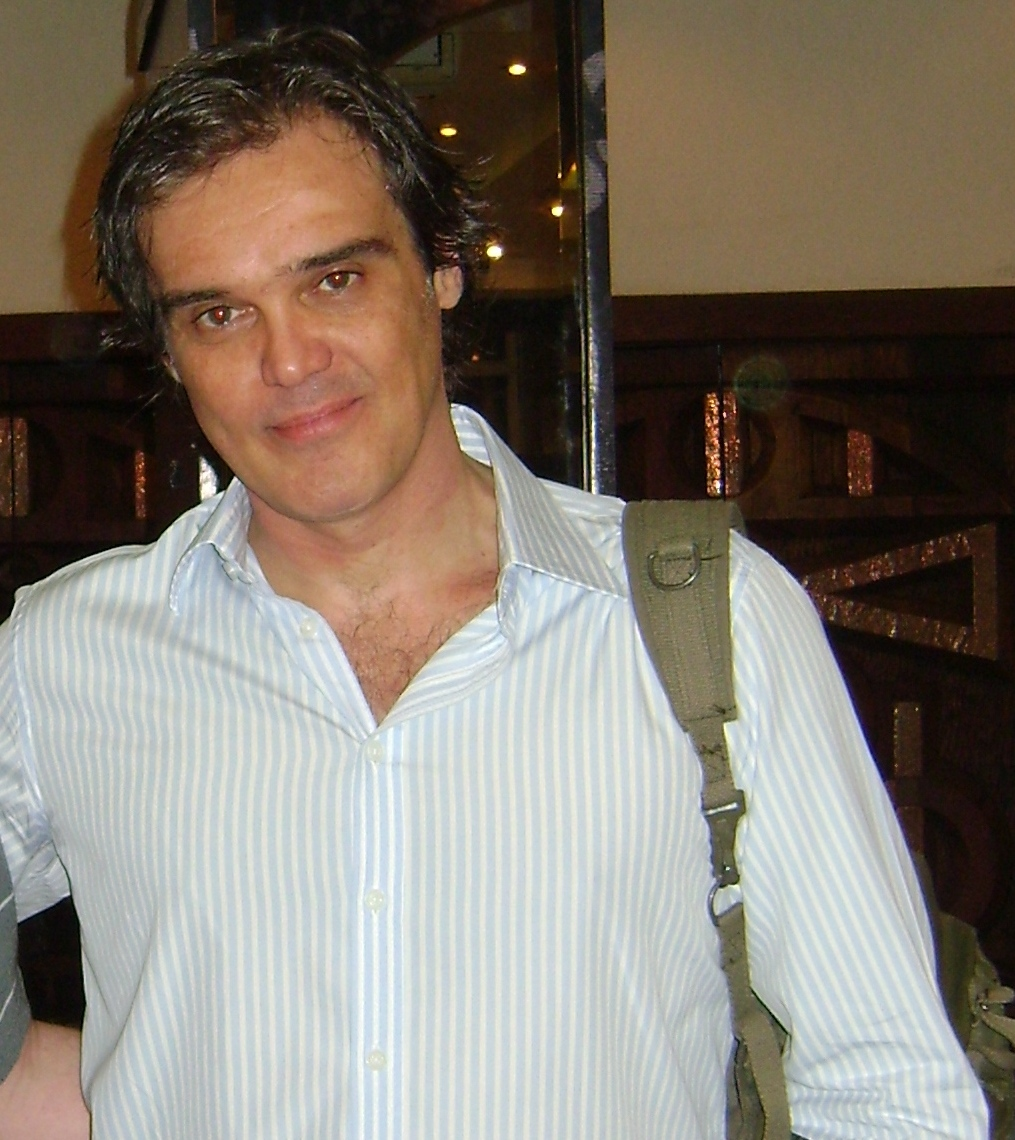
Dalton Vigh como Said.
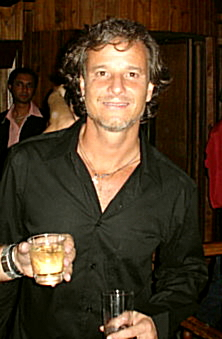
Marcello Novaes como Xande.
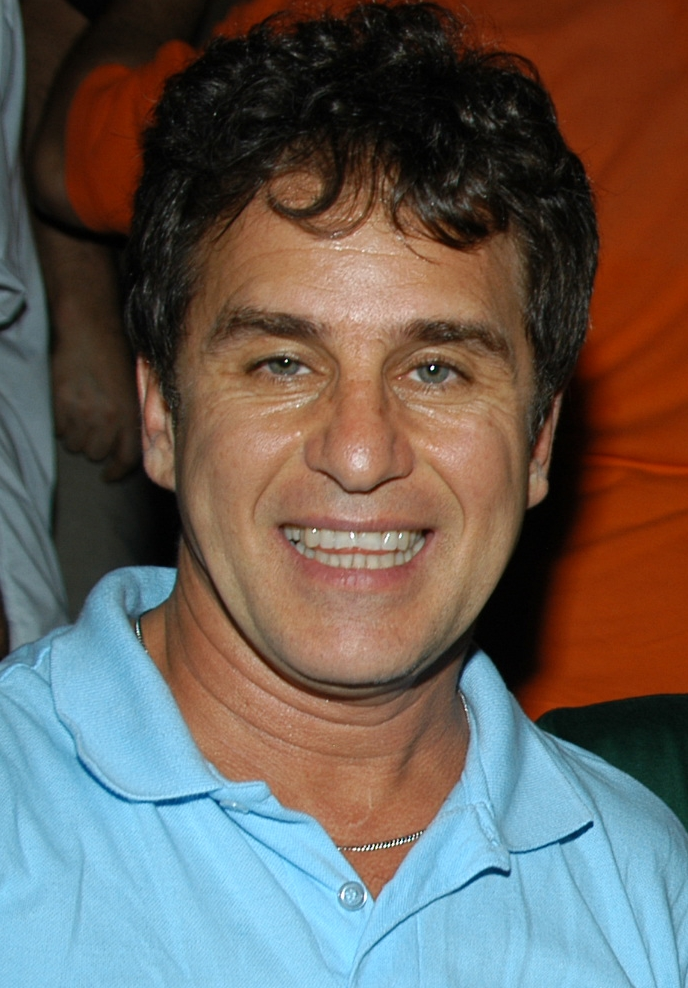
Marcos Frota como Escobar.
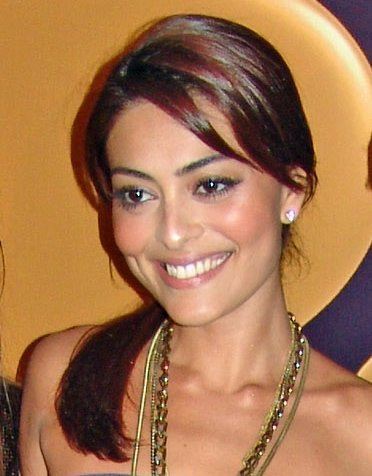
Juliana Paes como Karla.
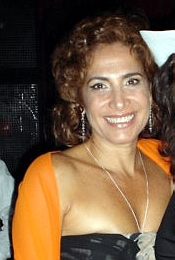
Totia Meireles como Laurinda.
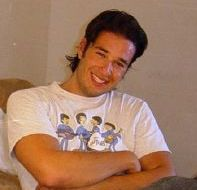
Sérgio Marone como Cecéu.
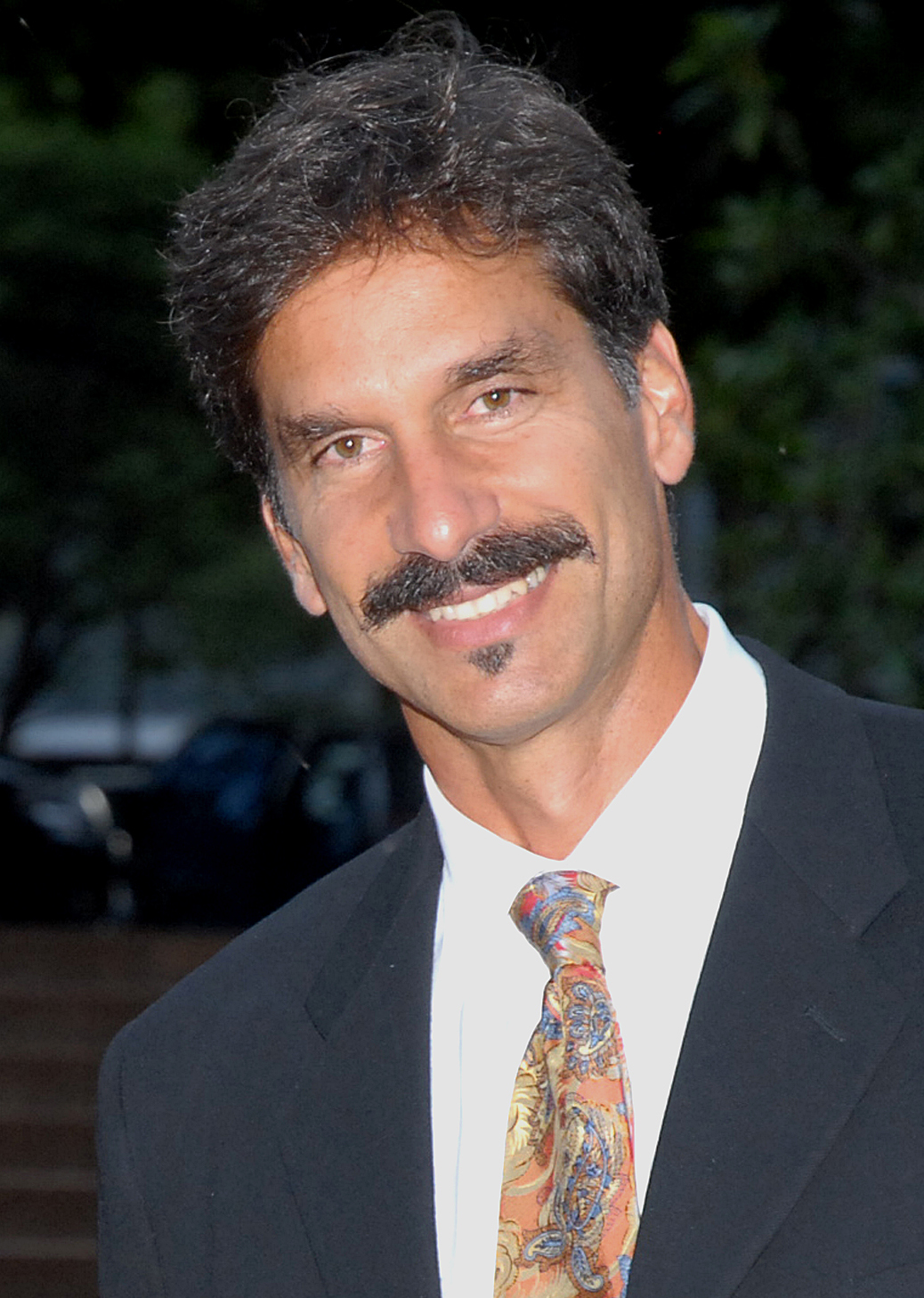
Victor Fasano como Tavinho
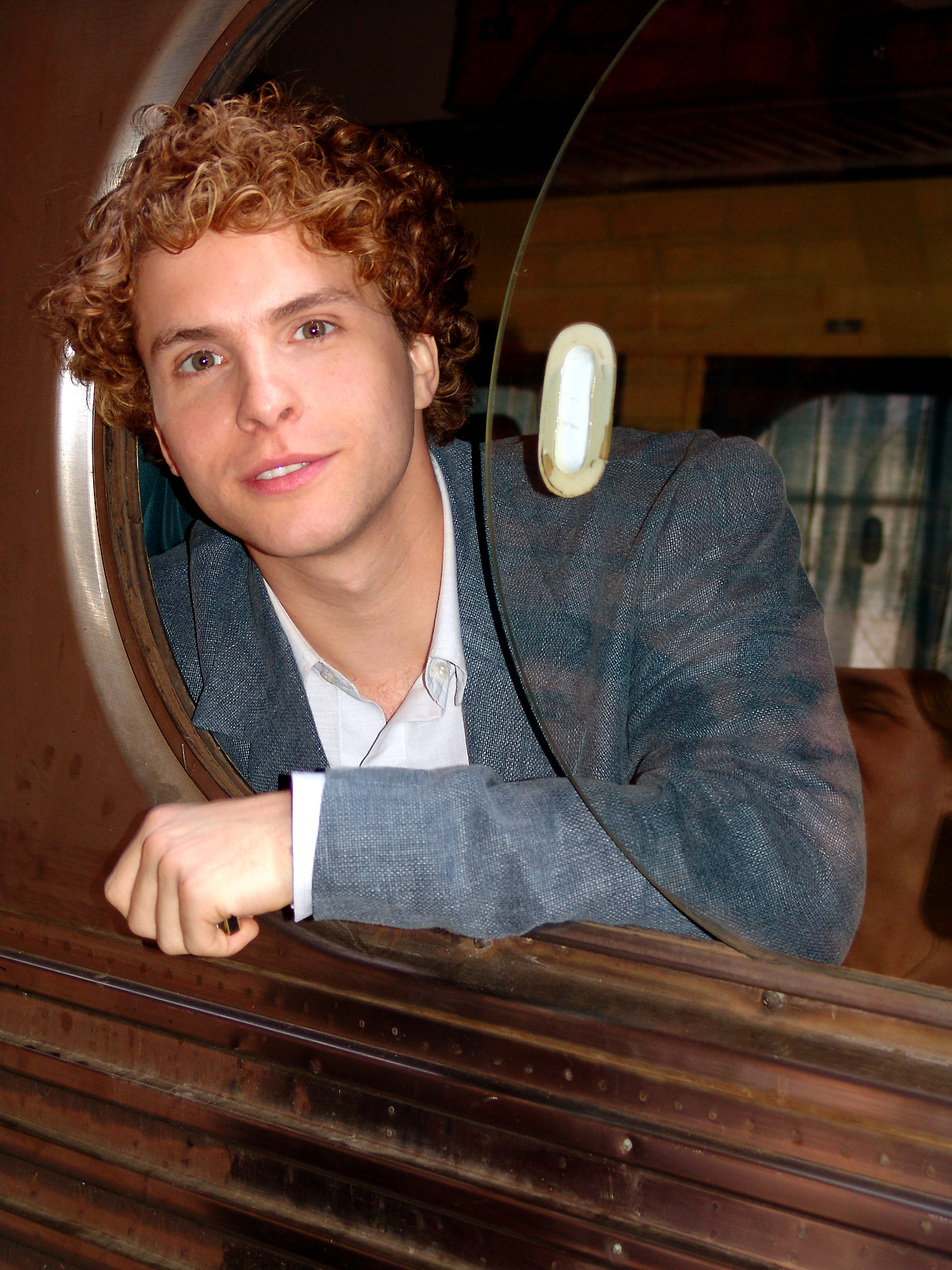
Thiago Fragoso como Nando.
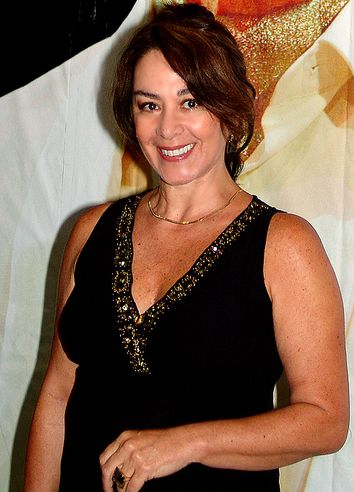
Nívea Maria como Edna.
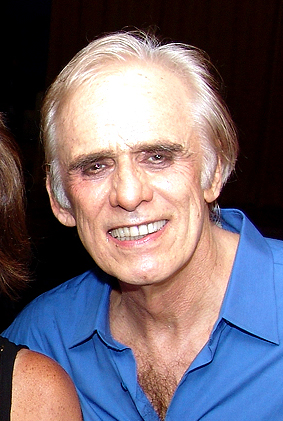
Francisco Cuoco como Padre Matiolli.

## Premios

### Troféu Imprensa 2001[1]
| Categoría                              | Nominado/a                                                 | Resultado |
| -------------------------------------- | ---------------------------------------------------------- | --------- |
| Mejor telenovela                       | O clone                                                    | Ganadora  |
| Mejor actriz protagónica               | Giovanna Antonelli                                         | Ganadora  |
| Mejor actor protagónico                | Murilo Benício                                             | Ganador   |
| Mejor actor coprotagónico              | Osmar Prado                                                | Ganador   |
| Mejor actriz co-protagónica            | Neuza Borges                                               | Ganadora  |
| Mejor Villana                          | Daniela Escobar                                            | Ganadora  |
| Mejor Villana                          | Cristiana Oliveira                                         | Nominada  |
| Mejor Villano                          | Dalton Vigh                                                | Ganador   |
| Mejor Primera Actriz                   | Jandira Martini                                            | Ganadora  |
| Mejor Primera Actriz                   | Vera Fischer                                               | Ganadora  |
| Mejor Primer Actor                     | Reginaldo Faria                                            | Ganador   |
| Mejor Primer Actor                     | Stênio Garcia                                              | Ganador   |
| Mejor Actriz de Reparto                | Totia Meireles                                             | Ganador   |
| Mejor Actor de Reparto                 | Antônio Calloni                                            | Ganador   |
| Mejor Actriz Juvenil                   | Débora Falabella                                           | Ganadora  |
| Mejor Actor Juvenil                    | Thiago Fragoso                                             | Nominado  |
| Mejor Revelación Femenina              | Carla Diaz                                                 | Ganadora  |
| Mejor Revelación Femenina              | Thaís Fersoza                                              | Nominada  |
| Mejor Revelación Masculina             | Thiago Oliveira                                            | Ganador   |
| Mejor Revelación Masculina             | Sérgio Marone                                              | Nominado  |
| Mejor Actuación Sobresaliente          | Nívea Maria                                                | Ganadora  |
| Mejor Trayectoria Artística (Homenaje) | Sebastião Vasconcellos                                     | Ganador   |
| Mejor Compositor                       | Marcus Viana                                               | Ganador   |
| Mejor Dirección de Escena              | Teresa Lampreia y Marcelo Travess                          | Ganador   |
| Mejor dirección de cámaras             | Jayme Monjardim, Mário Márcio Bandarra y Marcos Schechtman | Ganadores |
| Mejor escritor                         | Gloria Pérez                                               | Ganadora  |
| Mejor producción                       | Jayme Monjardim                                            | Ganador   |

### Premios Minha Novela2001[2]
| Categoría                              | Nominado/a                                                 | Resultado |
| -------------------------------------- | ---------------------------------------------------------- | --------- |
| Mejor telenovela                       | O clone                                                    | Ganadora  |
| Mejor actriz protagónica               | Giovanna Antonelli                                         | Ganadora  |
| Mejor actor protagónico                | Murilo Benício                                             | Ganador   |
| Mejor actor coprotagónico              | Juca de Oliveira                                           | Ganador   |
| Mejor actriz co-protagónica            | Letícia Sabatella                                          | Ganadora  |
| Mejor Villana                          | Daniela Escobar                                            | Ganadora  |
| Mejor Villano                          | Dalton Vigh                                                | Ganador   |
| Mejor Primera Actriz                   | Jandira Martini                                            | Ganadora  |
| Mejor Primera Actriz                   | Vera Fischer                                               | Ganadora  |
| Mejor Primer Actor                     | Osmar Prado                                                | Ganador   |
| Mejor Primer Actor                     | Stênio Garcia                                              | Ganador   |
| Mejor Actriz de Reparto                | Nívea Maria                                                | Ganador   |
| Mejor Actriz de Reparto                | Totia Meireles                                             | Nominada  |
| Mejor Actor de Reparto                 | Antônio Calloni                                            | Ganador   |
| Mejor Actriz Juvenil                   | Débora Falabella                                           | Ganadora  |
| Mejor Actor Juvenil                    | Thiago Fragoso                                             | Nominado  |
| Mejor Revelación Femenina              | Carla Diaz                                                 | Ganadora  |
| Mejor Revelación Femenina              | Thaís Fersoza                                              | Nominada  |
| Mejor Revelación Masculina             | Thiago Oliveira                                            | Ganador   |
| Mejor Revelación Masculina             | Sérgio Marone                                              | Nominado  |
| Mejor Actuación Sobresaliente          | Neuza Borges                                               | Ganadora  |
| Mejor Trayectoria Artística (Homenaje) | Sebastião Vasconcellos                                     | Ganador   |
| Mejor Compositor                       | Marcus Viana                                               | Ganador   |
| Mejor Dirección de Escena              | Teresa Lampreia y Marcelo Travess                          | Ganador   |
| Mejor dirección de cámaras             | Jayme Monjardim, Mário Márcio Bandarra y Marcos Schechtman | Ganadores |
| Mejor escritor                         | Gloria Pérez                                               | Ganadora  |
| Mejor producción                       | Jayme Monjardim                                            | Ganador   |

### Troféu Internet[3]
| Categoría        | Nominado/a         | Resultado |
| ---------------- | ------------------ | --------- |
| Mejor telenovela | O Clone            | Ganadora  |
| Mejor Actriz     | Giovanna Antonelli | Ganadora  |

### Premio Contigo![4]
| Categoría                 | Nominado/a                                  | Resultado |
| ------------------------- | ------------------------------------------- | --------- |
| Mejor Telenovela          | O Clone                                     | Ganadora  |
| Mejor Autor               | Glória Pérez                                | Ganadora  |
| Mejor Actriz de Reparto   | Letícia Sabatella                           | Ganadora  |
| Mejor Actor de Reparto    | Antônio Calloni                             | Ganador   |
| Mejor Pareja Romántica    | Murilo Benício e Giovanna Antonelli         | Ganadores |
| Mejor Director            | Jayme Monjardim                             | Ganador   |
| Mejor Actriz Infantil     | Carla Diaz                                  | Ganadora  |
| Mejor Escenario           | Raul Travassos, May Martins y Gilson Santos | Ganadores |
| Mejor Diseño de Vestuario | Paulo Lóes y Marília Carneiro               | Ganadores |

### Meus Premios Nick (versión brasileña de losKids Choice Awards)[5]
| Categoría       | Nominado/a         | Resultado |
| --------------- | ------------------ | --------- |
| Actriz Favorita | Giovanna Antonelli | Ganadora  |

### Melhores do Ano - Domingão do Faustão (2001)
| Categoría           | Nominado/a               | Resultado |
| ------------------- | ------------------------ | --------- |
| Mejor Tema Novelero | A miragem (Marcus Viana) | Ganadora  |

### Melhores do Ano - Domingão do Faustão (2002)
| Categoría         | Nominado/a         | Resultado |
| ----------------- | ------------------ | --------- |
| Actriz            | Giovanna Antonelli | Ganadora  |
| Actriz de Reparto | Letícia Sabatella  | Ganadora  |
| Actriz Revelación | Débora Falabella   | Ganadora  |
| Actriz Infantil   | Carla Diaz         | Ganadora  |

### Prêmio APCA 2002[6]
| Categoría               | Nominado/a      | Resultado |
| ----------------------- | --------------- | --------- |
| Mejor Actriz            | Eliane Giardini | Ganadora  |
| Mejor Actriz Revelación | Sthefany Brito  | Ganadora  |

### Prêmio INTE 2003[7][8]
| Categoría        | Nominado/a         | Resultado |
| ---------------- | ------------------ | --------- |
| Mejor Actriz     | Giovanna Antonelli | Ganadora  |
| Mejor Autor      | Glória Pérez       | Ganadora  |
| Mejor Telenovela | O Clone            | Ganadora  |

### Premio Qualidade Brasil - Río de Janeiro[9]
| Categoría                             | Nominado/a         | Resultado |
| ------------------------------------- | ------------------ | --------- |
| Mejor Telenovela                      | O Clone            | Ganadora  |
| Mejor Autor de Telenovela             | Glória Pérez       | Ganadora  |
| Mejor Actor de Telenovela             | Murilo Benício     | Ganador   |
| Mejor Actriz de Telenovela            | Giovanna Antonelli | Ganadora  |
| Mejor Actor de Reparto de Telenovela  | Stênio Garcia      | Ganador   |
| Mejor Actriz de Reparto de Telenovela | Jandira Martini    | Ganadora  |
| Mejor Actriz Revelación de Telenovela | Carla Diaz         | Ganadora  |

### Prêmio Austregésilo de Athayde[10]
| Categoría               | Nominado/a       | Resultado |
| ----------------------- | ---------------- | --------- |
| Mejor Telenovela        | O Clone          | Ganadora  |
| Mejor Actor             | Murilo Benício   | Ganador   |
| Mejor Actor Revelación  | Thiago Fragoso   | Ganador   |
| Mejor Actriz Revelación | Débora Falabella | Ganadora  |

### Troféu Radar
| Categoría         | Nominado/a    | Resultado |
| ----------------- | ------------- | --------- |
| Actriz Revelación | Adriana Lessa | Ganadora  |

### Festival de Cinema e Televisão de Natal[11]
| Categoría         | Nominado/a         | Resultado |
| ----------------- | ------------------ | --------- |
| Actriz Revelación | Viviane Victorette | Ganadora  |

## Emisión internacional
- Canal 13 (2001)
- TVN (2023)
- ViX Plus
- Telemundo y UniMás
- Guatevisión
- Ecuavisa
- Gamavisión
- Azteca 7
- Panamericana Televisión y Latina
- Telemetro y TVN
- NOVA (2003-2004) / Diema Family (2014-2015)
- Mtavari TV (2023)

## Doblaje
- Lucas/Diogo/Leo - Andrés Gutiérrez Coto
- Latiffa - Cony Madera
- Jade - Toni Rodríguez
- Mohammed - Gerardo Reyero

daiane  - jade
matheus - lucas
- Leónidas - Arturo Casanova
- Albieri - Alfonso Ramírez
- Zoraide - Andrea Cotto
- Tío Alí - Esteban Siller
- Edna - Belinda Martínez
- Karla - Romy Mendoza
- Escobar - Rolando de Castro
- Clarice - Dulce Guerrero
- Said - Marcos Patiño
- Nando - Enzo Fortuny
- Mel - Elsa Covian
- Yvete - Maru Guzmán
- Tavinho - Paco Mauri
- Lobato - Ismael Castro
- Noemia - Nancy McKenzie
- Maysa - Yolanda Vidal
- Xandé - Armando Coria
- Telminha - Circe Luna
- Dalva - Magda Giner
- Deusa - Gabriela Willert
- Lola - Amparo Garrido
- Kadhija - Cristina Hernández
- Sonninha - Karla Falcón
- Anita - Lourdes Morán
- Samira - Leyla Rangel
- Zein - Salvador Delgado

### Perfil de los personajes
- Jade - Es una brasileña musulmana, con ascendencia marroquí. Al iniciar la historia pierde a su madre, lo que la obliga a viajar a Fez, en Marruecos, para vivir y seguir las costumbres de su tierra y su religión bajo la tutela del hermano de su padre, Alí. Cuando llega a Marruecos se siente en una tierra extraña a pesar de ser el país de sus padres. Vive también con su prima Latiffa y su nana Zoraide. Estando allá, conoce a Lucas Ferraz, de quien se enamora e inicia romance. Pronto después, es obligada a casarse con Said Rashid, un musulmán nacido en Brasil, del cual tuvo una hija llamada Khadija. Luego de varios años, al encontrarse de nuevo con Lucas, se despierta el amor dormido que estaba oculto en ella.

- Lucas Ferraz - Brasileño, hijo del empresario Leónidas Ferraz, hermano gemelo de Diogo, perdió a su madre Celina cuando era muy chico. De carácter romántico y calmado, gusta de la música aprendiendo a tocar guitarra muy joven. Estando de viaje por Marruecos, conoce a Jade cuando ella está bailando, de quien estará enamorado siempre.

- Diogo Ferraz - Hermano gemelo de Lucas. Era la imagen de su padre Leónidas, de espíritu emprendedor y decidido. Mujeriego, no tomaba sus relaciones amorosas muy en serio. Estando en Marruecos, pasa un momento agradable con una mujer madura en el hotel. Luego sabe que esa mujer era la novia de su padre, Yvette, por lo que decide separar a su padre de ella, teniendo una pelea con él. Cuando este regresa furioso a Brasil, muere en un accidente manejando su helicóptero.

- Leónidas Ferraz - Empresario brasileño del procesamiento de carne, queda viudo al mando de sus dos hijos gemelos, Lucas y Diogo. Vive preocupado en dejar su empresa que él mismo levantó, en las buenas manos de sus hijos, para los que traza un futuro queriendo convertir a uno en administrador, y al otro en abogado. Tiene un romance con Yvette Simas, de quien queda perdidamente enamorado y decide casarse. Con ella viaja a Marruecos de vacaciones, para presentarla a sus hijos, sin embargo, recibe la noticia que ella pasó la noche con su hijo Diogo, por lo que no quiere saber nada de ella.

- Augusto Albieri - Es un científico genetista, que tiene su clínica donde realiza experimentos de clonación en animales, además de otros servicios. Es amigo de infancia de Leónidas, para quien hace clones de sus becerros para mejorar así su productividad. De joven fue seminarista, pero luego lo dejó. Teniendo una relación, la muerte se lleva a su novia Laura, lo que lo deja más incrédulo que nunca volviéndose ateo. Estudió en la universidad con Alí, el tío de Jade.

- Sidi Alí - Alí es un recto hombre musulmán, conocedor de las creencias impartidas por el profeta Mahoma y las escrituras de El Corán, el libro sagrado, además de ser empresario de cueros. Ante el fallecimiento de su cuñada Salúa, recibe a Jade, hija de ella y su hermano. La abriga en su casa con la esperanza de mejorarle sus conocimientos de la religión. Alí negocia el casamiento de su otra sobrina, Latiffa, con Said, joven brasileño-marroquí que había viajado a Fez para conseguir esposa. Sin embargo, una circunstancia le obliga a cambiarle el novio a Latiffa por el hermano de Said, Mohammed. En vista que Jade no tenía esposo, Said le propone casarse con ella a Alí, lo cual acepta.

- Said Rashid - Joven musulmán, de origen brasileño-marroquí. Fue criado al igual que su hermano Mohammed por su hermana mayor Nazira. Se dedica a la venta de telas en Río de Janeiro, y viaja a Fez en Marruecos para buscar una esposa. Su hermana lo contacta con Alí para casarse con la sobrina de éste, Latiffa, sin embargo, ante el hecho de que ambos son "hermanos de leche", no pueden casarse, pidiendo entonces casarse con la otra sobrina, Jade.

- Zoraide - Es una criada de la casa de Sidi Alí. Se encarga de ordenar a las otras criadas a pesar de no ser la esposa. Se crio desde niña con él luego de vivir en el desierto con los beduinos. De grande, se ocupó de criar a Latiffa y luego recibe a Jade. Siempre se involucró con ambas sobrinas de Sidi Alí, por lo que conoce secretos de ambas que de contarle a Alí generarían una tormenta en la casa.

- Maysa - Joven enamorada de Diogo Ferraz. Cuando era su cumpleaños, Diogo viaja a su fiesta en helicóptero sin el instructor de vuelo que lo acompañe, ocurriendo en el viaje una tormenta que desencadena en una tragedia: Diogo cae con el helicóptero y muere. Maysa luego busca cosas de Diogo en la casa de él y conoce al hermano gemelo, Lucas, a quien ve como la imagen viva de Diogo pero con carácter distinto, de quien queda enamorada.

- Ranya - Segunda mujer de Said. Ranya se casa con Said por intercesión de Jade, que cree que casándose con Said, él la dejaría libre para volver con Lucas. Sin embargo Said sigue enamorado de Jade y Ranya comienza a tener celos. Intenta por todo los medios ser la primera esposa y que Said devuelva a Jade.

## Frases célebres
Esta novela acaparó sintonía no solo en su país de origen, Brasil, sino en casi toda Latinoamérica. Para llegar a ello, la novela fue doblada al español, quedando entre todos los hispano hablantes las frases que caracterizaron a los personajes en nuestro idioma. Sin embargo, algunas en idioma árabe también comenzaron a formar parte entre los seguidores de la telenovela, al conocer su significado.

### Frases y términos usados constantemente por los personajes
- "Que Allah disminuya sus días"
- "Allah es rápido en el ajuste de cuentas"
- "Que suerte tan triste la mía"
- "No es broma, no"
- "Quiero un marido que me de mucho oro, inshallah"
- "¡Seré sacrificada como un carnero!"
- "Arrojó su suerte al viento..."
- "¡Que Allah te proteja de ti!"
- "¡Arderás en el mármol del infierno!"
- "¡Cada zambullida es un flash!"
- "¡Misericordia!"
- "¿Alguien me llamó?"
- "Estás esparciendo la corrupción..."
- "Yo no crie dos hombres, crie dos camellos"
- "Mi palabra vale lo que un escrito"
- "No tienes apego a nada"
- "Maktub, ya estaba escrito"
- "Esas odaliscas te tratan como tapetito"
- "Construyó un muro bajo y ella lo saltó"
- "Por el profeta que no moriré seca"
- "Cobra, Allah permita que baile en tu entierro!"
- "Puedes sentarte en un león pero nunca te sientes en el corazón de un hombre"
- "Una mujer bonita es aquella que llena una cama"
- "El cariño de una mujer es como el cristal, se astilla, se quiebra y no se recupera jamás"
- "Allah, voy a morir seca"
- "Anda exhibiendo su figura por la Medina"
- "Estaba poseída por un genio malo"
- "Yo no tengo dos esposas, tengo dos tempestades"
- "Quien tiene miedo del infierno no va al infierno"
- "El beduino monta al camello, no el camello al beduino, si dejas que el camello meta la cabeza en tu tienda acabará por montarse encima tuyo"
- "En una noche negra, en el mármol negro, una hormiga negra... Allah la ve"
- "Yo he convertido las lágrimas en diamantes"
- "La primera vez que me engañes la culpa es tuya, la segunda, la culpa será mía"
- "Mujer escandalosa, exhibicionista!"
- "Arrastraste mi cara por la Medina!!"
- "Es haram (pecado)"
- "El Libro Sagrado dice..."
- "Van a arder en el mármol del infierno!"
- "Me tiraste al viento"
- “Fue/Es bueno verte”

### Frases producto del razonamiento de los personajes
- "El gallo se mata en la primera noche o no se mata".
- "Es un hombre guapo de doler los ojos".
- "Si Allah nos dio una boca y dos oídos, fue para escuchar más y hablar menos "
- "La venganza es dulce, y lo mejor es que no engorda ni tiene calorías"
- "Todo lo que existe crece hacia la muerte, las personas, las plantas, incluso el amor..."
- "Allah, desata el nudo de mi lengua para que ella pueda entenderme"
- "Las tempestades son bonitas pero no para casarse con ellas"
- "Dios cabecea pero no se duerme".
- "Sólo hay una cosa que la gente aprecia al final de la vida: La Juventud y la Salud"
- "No se puede luchar contra lo escrito por Allah"
- "Desconfía siempre del Sultán, del Mar, de la Suerte y del Amor principalmente si estuvieran sonriendo para ti"
- "Contra el destino no ayuda la cautela"
- "El mar se pelea con el viento y la barca se voltea"
- "Ustedes lograron armonizar después de tanta tempestad por que quieres poner a prueba tu felicidad"
- "Nadie olvida lo que ha vivido. Uno se calma, que es diferente. Y si es bueno que eso se duerma, déjalo dormir, por que quieres probar si todavía tiene fuerza? Eso es orgullo y el orgullo no es buen consejero".
- "Tu quieres revivir las ofensas que ese otro te hizo ustedes eran muy jóvenes y las personas cuando son jóvenes no usan la cabeza, se dejan guiar por sus impulsos, no usan la inteligencia!.
- "No pongas ideas en la cabeza de tu esposa, ideas que no tiene porque si lo que esta dormido dentro de ella despierta; la culpa será solo tuya".
- "Ella entró en mi corazón y se mezcló en él, como el agua se mezcla a la leche, no puedo arrancarla, porque arrancaría mi vida también".
- "Yo sólo quería que ella me mirara y ella sólo me mira cuando la piso"

### Frases árabes usadas por los personajes
- Salam aleikum = La paz esté con ustedes
- Beslama = adiós ("que la paz te acompañe")
- Ghzala = gacela = guapa (siempre en femenino)
- Habibi = cariño (masculino)
- Habifti = cariño (femenino)
- Mushkil / mushkila = problema
- Yalah! = Ve, rápido
- Mezian = OK, de acuerdo
- Ayuni = mis ojos (se usa para llamar cariñosamente a una persona)
- Waja = Está bien
- Zwin = guapo
- Zwina = guapa
- Baba / abi = papá / padre
- Mamma / umi = mamá / madre
- Alhamdulillah = Bendito sea Dios
- Ahlan wa sahlan = Bienvenido
- Marhaba = Buenas Tardes
- Na'am, eh, aiwa = Sí
- Leh, la = No
- Salaam = Paz
- Shukran = Gracias
- Shukran jazeelan = Muchas gracias
- Afwan = De nada
- Haram = Pecado
- Insha'Allah = Si Dios quiere/Dentro de poco/Ojalá
- Masha'Allah = Es obra de Allah (cuando algo muy bueno sucede o ve algo o alguien muy lindo/a)

## Temas musicales
Discografía
- O clone (temas en portugués)

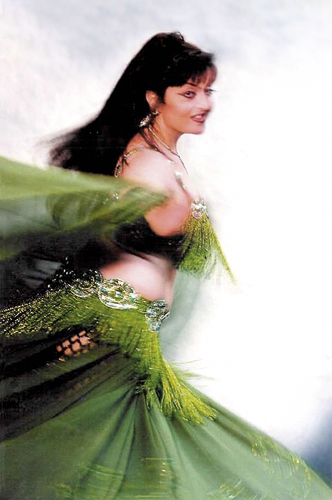
La danza del vientre, atractivo musical. Se muestran muchas escenas con esta danza.

- O clone internacional (temas internacionales)
- O Melhor da Dança do Ventre de "O clone" (música árabe / danzas de vientre)
- O clone, O Melhor do bar da Dona Jura (música popular brasileña del bar de Doña Jura)
- Maktub (banda sonora original / temas instrumentales / música incidental)
- El clon (temas en español y tema de apertura)

Temas principales
- "A Miragem" (Somente por Amor) - Marcus Viana: el tema de los protagonistas "El Espejismo", en la versión en español Marcus Viana la interpreta con el título de "El Miraje"
- "Maktub": "Estaba Escrito", tema de localización en Marruecos, con cinco versiones instrumentales y también en portugués y árabe. Fue usado como tema de apertura en la versión en español.
- "Sob O Sol Sagrado Coração da Terra": "Bajo el Sol", tema de apertura en la versión original en portugués y tema central en el asunto de la clonación. Adrianna Mezzadri la interpreta en español.
- "Marcas de Ayer": el tema de Leo (el clon), expresa la sensación que experimenta un ser clonado al encontrar algo de su vida pasada. Adriana Mezzadri también canta una versión en portugués: "Marcas de Ontem".
- Bir Günah Gibi: el tema de Nazira, interpretada por Adja Pekkan (cantante turcą).
- Adarghal: el tema de Mohamed y Latiffa, interpretado por Abdelli.
- Urga: interpretado por Badema.
- Azez Alaya: tema utilizado en las bodas en Marruecos, interpretado por Tony Mouzayek.
- Etheric Messages (Maktub): tema de Zein interpretado por Natacha Atlas.
- Sin Tí: tema de Mel y Xande interpretado por MDO.
- Mi Gran Amor Le Dí: tema de Ivette y Leonidas interpretado por José Alberto.
- Luna: interpretado por Alessandro Safina versión portuguesa y española.
- Mares de emoción: tema utilizado para el cambio del país de Marruecos a Brasil, interpretado por Êlvis Crespo.